# Константин Черњенко
Константин Устинович Черњенко (рус. Константи́н Усти́нович Черне́нко; Баљшаја Тес, 24. септембар 1911 — Москва, 10. март 1985) је био руски политичар, генерални секретар КПСС-а, председавајући председништва Врховног совјета Совјетског Савеза од 1984. до 1985. године, то јест до смрти 13 месеци након избора.

## Биографија
Рођен је 24. септембра 1911. у мјесту Баљшаја Тес. Године 1926. придружио се Комсомолу, а 1931. и Свесавезној комунистичкој партији (бољшевика). Након кратког ограничавања у фронталној гарди, на кинеско-совјетској граници, Черњенко је постао каријерни политичар. Након рада у регијама и у Молдавској ССР, позван је у Москву 1960, где је био под заштитом Леонида Брежњева. Био је унапређен и тиме постао кандидат за Централни комитет 1966, све до 1971. када је постао пуноправни члан. У Политбиро се као кандидат учланио у октобру 1977, а пуноправни члан је постао у новембру 1978. године.
Године 1965, Черњенко је постао Директор особља у партијском Главном оделу. Наставио је да ради као службеник, но сада је држао јако моћну позицију. Имао је знање о свим личностима из партије, а надгледао је прислушне и надгледне апарате у канцеларијама, иако је његов главни посао било потписивање на хиљаде докумената дневно. Тај је посао радио 20 година. Чак и кад је постао Главни секретар, наставио је да потписује папире, но захваљујући совјетској бирократији, његов потпис није био ништа важнији него кад је био само службеник. Евентуално, када се разболео, није био у стању да потписује документе те је уместо оригиналног потписа кориштен факсимил. То је још више умањило вредност његова потписа.
Након Брежњевљеве смрти 1982, Черњенко је изгубио борбу моћи због анти-Брежњевских сила, које су укључивале и КГБ и Совјетску армију, и уместо њега, Јуриј Андропов је био кандидован за Главног секретара. Када је Андропов умро у фебруару 1984, Черњенко је, упркос забринутости због његовог здравља, изабран да га замени.

### Вођа Совјетског Савеза
Черњенко је представљао политику касне Брежњевске ере. Упркос томе, подржавао је већу улогу радничких савеза, реформе у школству и уклањање бирократије. У спољној политици успео је договори трговачки пакт са НР Кином. Упркос позивима за обнављање детанта, Черњенко је учинио мало да смањи хладноратовске тензије с САД-ом. На примјер, 1984, Совјетски Савез је зауставио посету источнонемачког вође Ериха Хонекера Западној Немачкој. Но у касну јесен 1984, СССР и САД су се договорили о наставку разговора о смањењу наоружања у 1985. години.
Черњенково слабо здравље онемогућило му је да влада ефикасно. Његова честа избивања из канцеларије, нису оставила сумњу да је његово постављање био само краткорочна мера у већ дужој борби за власт између конзервативаца и реформатора.

### Последњи месеци и смрт
Због чињенице да је Черњенко провео врло кратко време на позицији, постоји јако мало његових слика, а од свих тих фотографија, већина их је црно-бела.
Константин Черњенко умро је 10. марта 1985. године. Сахрањен је у Кремаљској некрополи.

## Остале информације
Черњенко је током свог живота радио разне послове на разним местима:
Гранична гарда, Партијски секретар за јединицу Граничне гарде, Агитпропов директор у Краснојарску и другим регијама, Партијски функционер, члан и секретар Централног комитета, Члан Президијума Врховног совјета, Шеф президијума Врховног совјета, Главни секретар КПСС и вођа Совјетског Савеза.
Имао је сина са својом првом супругом (од које се развео), која је постала пропагандисткиња у Томску. Његова друга супруга, Ана Дмитревна Љубимова, родила му је две кћери, Јелену (која је радила на Институту за Партијску историју) и Веру (која је радила у совјетској амбасади у Вашингтону) и сина Владимира који је радио као уредник у Госкину.